# 频率调制
調頻（英語：Frequency Modulation，缩写：FM）是一种以载波的瞬时频率变化来表示信息的调制方式。（与此相对应的调幅方式是透过载波幅度的变化来表示信息，而其频率却保持不变。）在模拟应用中，载波的频率跟随输入信号的幅度直接成等比例变化。在数字应用领域，载波的频率则根据数据序列的值作离散跳变，即所谓的频率键控（FSK）。
调频技术通常运用在甚高频段（VHF无线电波段）上的高保真音乐和语音的无线电广播。普通的（模拟）电视的音频信号也是透过调频方式传递。窄带形式的调频广播（N-FM）限于商业上的声音通讯和业余无线电领域，广播中使用的调频技术则一般称为宽带调频（W-FM）。
调频技术还用于大多数的模拟VCR，包括家庭视频系统VHS，用于记录视频信号的亮度（黑和白）信息，不过是在中频段使用。调频是用于录取视频磁带时唯一不造成大的信号走样的调制技术，因为视频信息的所包含的频谱范围很广，从几个赫兹到几十兆赫，同均衡器工作时很难将噪声信息保持在-60分贝以下。调频方式也使磁带处于饱和状态，起到降噪的作用，同时接收端的调频捕获效应基本消除了透印和前回声等现象。如果在信号上加上一个连续的导频音，就像在V2000以及许多Hi-band 格式上作的那样，机械抖动可以得到有效的控制，从而有助于时基校正。
调频技术还应用在音频的合成上，即所谓的调频合成，在早期的数字合成器上应用很普遍，并成为几代个人电脑声卡的标准特征。

## 理论
若欲傳送信號（即基带）為 {\displaystyle x_{m}(t)} 而正弦载波为 {\displaystyle x_{c}(t)=A_{c}\cos(2\pi f_{c}t)\,}，其中 fc 為載波的基频，Ac 是载波的振幅，调制器将基带数据信号与载波结合起来得到了传输信号：
{\displaystyle y(t)=A_{c}\cos \left(2\pi \int _{0}^{t}f(\tau )d\tau \right)}
{\displaystyle =A_{c}\cos \left(2\pi \int _{0}^{t}\left[f_{c}+f_{\Delta }x_{m}(\tau )\right]d\tau \right)}
{\displaystyle =A_{c}\cos \left(2\pi f_{c}t+2\pi f_{\Delta }\int _{0}^{t}x_{m}(\tau )d\tau \right)}
公式中，{\displaystyle f(\tau )\,} 是振荡器的瞬時頻率，{\displaystyle f_{\Delta }\,} 是频偏，代表在一个方向上相对 fc 的最大频率偏移，在此我们假定 xm(t) 的幅值限于 ±1 之间。
虽然信号的大部分能量都包含在  fc ± fΔ 中，但可以通过傅里叶分析证明要精确表示一个FM信号需要更宽的频率范围。实际FM信号的频率谱具有无限延伸的分量，但它们的幅度会减小，在实际设计问题中也常忽略高阶分量。

### 正弦基带信号
数学上，基带调制的信号可以通过用频率 fm 正弦等幅波信号来近似。这种方法也被称为单音调制。这样一个信号的积分是：
{\displaystyle \int _{0}^{t}x_{m}(\tau )d\tau ={\frac {A_{m}\cos(2\pi f_{m}t)}{2\pi f_{m}}}\,}
在这种情况下，y(t) 的表达式可以简化为：
{\displaystyle y(t)=A_{c}\cos \left(2\pi f_{c}t+{\frac {f_{\Delta }}{f_{m}}}\cos \left(2\pi f_{m}t\right)\right)\,}
其中调制正弦曲線的振幅 {\displaystyle A_{m}\,} 通过峰值偏差 {\displaystyle f_{\Delta }\,} 来表示（参见频率偏移）。
正弦信号调制的正弦波载波的谐波分布可以表示与贝塞尔函数；这是在频域中频率调制的数学理解的基础。

### 调制指数
如其他调制系统一样，调制指数表示调制变量在未调制水平附近变化的范围。它与载波频率的变化有关：
{\displaystyle h={\frac {\Delta {}f}{f_{m}}}={\frac {f_{\Delta }|x_{m}(t)|}{f_{m}}}\ }
其中 {\displaystyle f_{m}\,} 是调制信号 xm(t) 中出现的最高频率分量，而 {\displaystyle \Delta {}f\,} 是峰值频偏—即瞬時頻率相对于载波频率的最大偏差。对于正弦波调制，调制指数被视为载波频率的峰值频偏与调制正弦波的频率之比。
若 {\displaystyle h\ll 1}，则该调制称为窄带调频，而其带宽约为 {\displaystyle 2f_{m}\,}。有时调制指数 h<0.3 rad 被认为是窄带调频，否则是宽带调频。
对于数字调制系统，例如在二进制频移键控（BFSK）中，用二进制信号来调制载波，调制指数为：
{\displaystyle h={\frac {\Delta {}f}{f_{m}}}={\frac {\Delta {}f}{\frac {1}{2T_{s}}}}=2\Delta {}fT_{s}\ }
其中 {\displaystyle T_{s}\,} 是符号周期，而按照惯例 {\displaystyle f_{m}={\frac {1}{2T_{s}}}\,} 用作调制二进制波形的最高频率，尽管更准确地来说，它是调制二进制波形最高的基波。在数字调制的情况下，载波 {\displaystyle f_{c}\,} 不会被传输。不过，根据调制信号的二元状态是0或1，会传输 {\displaystyle f_{c}+\Delta {}f} 或 {\displaystyle f_{c}-\Delta {}f}。

### 卡森法则
一个经验法则，卡森法则指出几乎所有（~98%）的调频信号的功率处于带宽 {\displaystyle B_{T}\,} 内：
{\displaystyle \ B_{T}=2(\Delta f+f_{m})\,}
其中 {\displaystyle \Delta f\,} 是从中心载波频率 {\displaystyle f_{c}\,} 到瞬时频率 {\displaystyle f(t)\,} 的峰值偏差，而 {\displaystyle f_{m}\,} 为调制信号中的最高频率。
卡森规则的应用条件仅仅是正弦信号。

## 无线电中的应用

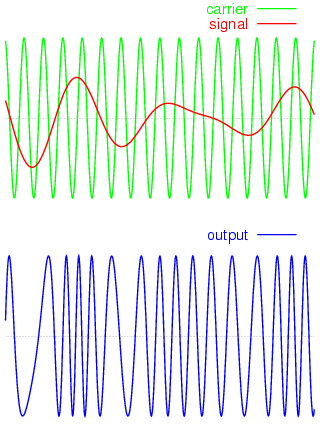
一个频率调制的例子。 第一个图表显示了一个叠加在载波信号上的调制信号。第二个图表显示了最后得到的频率调制信号。

Edwin Armstrong于1935年11月6日在无线电工程师学会纽约分部发表了一篇名为《一个通过频率调制系统降低无线电信号干扰的方法》 （页面存档备份，存于）的文章，第一次描述了调频无线电。
宽带调频（W-FM）和调幅相比，在同样的调制信号作用下，宽带调频需要更宽的带宽。但是这也使信号具有更强的抗噪声和干扰能力。调频还具有较强的抗简单信号振幅衰减能力（simple signal amplitude fading phenomena）。因此，调频被选做高频、高保真无线电传输的调制标准。 
调频接收机固有的一个现象叫做“捕获”，即调谐器能够清晰地接收到两个同频率广播电台中的较强者。然而，随之而来的问题是：频率漂移或选择性差可能会导致一个电台或信号突然被另一个毗邻频道的压制。频率漂移只是对非常老式的或廉价的接收机来说是个问题，而选择性差则可能给所有调谐器都带来了困扰。
调频信号也能用于搭载立体声信号，参见调频立体声。然而，这是在频率调制过程之前和之后，通过使用多路复用技术和去多路复用技术来完成的，而不是作为频率调制过程的一部分。本文余下的部分将忽略调频立体声中使用的立体声多路复用和去多路复用过程，而是集中在调频调制和解调过程，这对立体声和单声道处理过程都是一样的。

## 实现

### 调制
可以使用直接或间接的频率调制产生调频信号：
- 直接调频调制可以通过直接将信号反馈到一个壓控振盪器的输入实现。
- 对于间接调频调制，消息信号首先积分生成调相信号。这用于调制晶控振荡器，得到的信号通过倍頻器产生FM信号。在这种调制中，生成的是窄带FM信号，随后再产生宽带FM信号，因此称为间接调频调制。[2]

### 解调
有很多种调频波解调电路。恢复原调制信号的常用方法是通过浮士特-席利鉴频器。锁相环可以用作调频信号解调器。斜率检测通过谐振频率略微偏离载波的调谐电路解调FM信号。随着频率的上升和下降，调谐电路会提供幅度变化的响应，将FM转变为AM。AM接收机通过这种方式可以监测到一些FM传输，尽管它不能有效地解调FM广播。

## 延伸阅读
- A. Bruce Carlson. Communication Systems, 4th edition. McGraw-Hill Science/Engineering/Math. 2001. ISBN 0-07-011127-8, ISBN 978-0-07-011127-1.
- Gary L. Frost. Early FM Radio: Incremental Technology in Twentieth-Century America. Baltimore: Johns Hopkins University Press, 2010. ISBN 0-8018-9440-9, ISBN 978-0-8018-9440-4.

訊號可由載波頻率使用調幅或調頻方式承載。

- Ken Seymour, AT&T Wireless (Mobility). Frequency Modulation, The Electronics Handbook, pp 1188-1200, 1st Edition, 1996. 2nd Edition, 2005 CRC Press, Inc., ISBN 0-8493-8345-5 (1st Edition).

## 外部連結
- https://web.archive.org/web/20090925023329/http://www.rfcafe.com/references/electrical/frequency-modulation.htm
- http://www.fas.org/man/dod-101/navy/docs/es310/FM.htm （页面存档备份，存于）